# Antipodeus ripensis
Antipodeus ripensis is een vlokreeftensoort uit de familie van de Paramelitidae. De wetenschappelijke naam van de soort is voor het eerst geldig gepubliceerd in 1909 door G.W. Smith.